# Liste der umsatzstärksten systemgastronomischen Konzepte in Deutschland
Die Liste der umsatzstärksten systemgastronomischen Konzepte in Deutschland enthält die nach Umsatz und Mitarbeiterzahl bedeutendsten Unternehmen bzw. Marken der Systemgastronomie in Deutschland.

## Systemgastronomische Konzepte in Deutschland
Zu den Unternehmen des Bundesverbands der Systemgastronomie e.V. gehören nicht nur die Systemgastronomien der hinlänglich bekannten Fastfood-Ketten, wie McDonald’s oder Burger King, sondern auch die Betriebe des Caterings für Fluggesellschaften, der Autobahnraststätten, der bekannten Kaufhausketten, wie IKEA oder Kaufhof, sowie die größten überregionalen Pizzadienste.

## Umsatz
| #  | Konzept/Marke/System       | Unternehmen                             | Standorte (circa) | Umsatz (in Mio. €) | Umsatz (in Mio. €) | Umsatz (in Mio. €) | Umsatz (in Mio. €) | Umsatz (in Mio. €) | Umsatz (in Mio. €) |
| #  | Konzept/Marke/System       | Unternehmen                             | Standorte (circa) | 2018               | 2016               | 2014               | 2012               | 2010               | 2008               |
| -- | -------------------------- | --------------------------------------- | ----------------- | ------------------ | ------------------ | ------------------ | ------------------ | ------------------ | ------------------ |
| 1  | McDonald’s, McCafé         | McDonald’s Corporation                  | 1.500             | 3470               | 3135               | 3000               | 3247               | 3017               | 2835               |
| 2  | Burger King                | Burger King GmbH                        | 720               | 955                | 900                | 800                | 833                | 750                | 764                |
| 3  | LSG Sky Chefs              | Lufthansa Service Gesellschaft mbH      |                   | 809                | 802                | 790                | 730                | 685                | 740                |
| 4  | Tank & Rast                | Autobahn Tank&Rast GmbH                 | 400               | 642                | 622                | 609                |                    |                    |                    |
| 5  | Yum! Brands                | Yum! Brands Restaurants Int. Ltd. & Co. | 200               | 315                |                    |                    |                    |                    |                    |
| 6  | Nordsee                    | Nordsee GmbH                            | 379               | 272                | 293                | 298                | 291                | 297                | 301                |
| 7  | Valora                     | Valora Foodservice Deutschland GmbH     | 2.800             | 264                |                    |                    |                    |                    |                    |
| 8  | Edeka                      | Edeka Zentrale AG & Co. KG              |                   | 260                |                    |                    |                    |                    |                    |
| 9  | Subway                     | Subway GmbH                             | 800               | 254                |                    |                    |                    |                    |                    |
| 10 | AmRest                     | AmRest Holdings                         | 1.650             | 240,2              |                    |                    |                    |                    |                    |
| 11 | SSP Deutschland            | SSP Deutschland GmbH                    |                   | 240                |                    |                    |                    |                    |                    |
| 12 | IKEA Deutschland           | Ikea Deutschland GmbH & Co. KG          |                   | 239,4              |                    |                    |                    |                    |                    |
| 13 | Aral                       | Aral AG (BP Europa SE)                  |                   | 231                |                    |                    |                    |                    |                    |
| 14 | Domino’s Pizza Deutschland | Domino's Pizza Deutschland GmbH         | 300               | 220                |                    |                    |                    |                    |                    |
| 15 | Vapiano                    | Vapiano SE                              | 60                | 215                |                    |                    |                    |                    |                    |
| 16 | L’Osteria                  | FR L'Osteria GmbH                       | 80                | 173,2              |                    |                    |                    |                    |                    |
| 17 | Block House                | Block Gruppe                            | 51                | 172,3              |                    |                    |                    |                    |                    |
| 18 | Starbucks                  | Starbucks Germany Corp.                 |                   | 160                |                    |                    |                    |                    |                    |
| 19 | Mövenpick                  | Marché Mövenpick Deutschland GmbH       | 25                | 143                |                    |                    |                    |                    |                    |
| 20 | Do & Co                    | Do & Co AG                              |                   | 140                |                    |                    |                    |                    |                    |